# Les enfants nous regardent
Pour plus de détails, voir Fiche technique et Distribution.
Les enfants nous regardent (titre original : I bambini ci guardano ; titre français en Belgique : La Faute d'une mère) est un film italien de Vittorio De Sica sorti en 1944.

## Synopsis
Un enfant est victime d'une profonde discorde conjugale entre ses parents. La mère, revenue au foyer pour soigner son enfant malade, est un moment pardonnée. Mais, au cours d'un séjour familial dans une station balnéaire, elle revoit son amant qui n'avait jamais cessé de la solliciter. Elle finit par s'enfuir avec lui. Le père place son fils dans un collège religieux, puis, quelque temps après, se suicide.

## Fiche technique
- Titre original : I bambini ci guardano
- Titre français : Les enfants nous regardent
- Titre en Belgique : La Faute d'une mère
- Réalisation : Vittorio De Sica, assisté de Vittorio Cottafavi (non crédité)
- Scénario : Cesare Zavattini, V. De Sica, Cesare Giulio Viola, Adolfo Franci, Margherita Maglione, Gherardo Gherardi d'après le roman Pricò de C. Giulio Viola.
- Photographie : Giuseppe Caracciolo (non crédité au générique), Romolo Garroni
- Montage : Mario Bonotti
- Musique : Renzo Rossellini
- Production : Franco Magli (non crédité)
- Société de production : Invicta Film - Scalera Film
- Pays de production :  Royaume d'Italie
- Format : Noir et blanc — 35 mm — 1,37:1 — Son : Mono
- Durée : 84 minutes
- Année de réalisation : 1942
- Dates de sortie :
  - Italie : 27 octobre 1944
  - France : 29 juin 1949.
- Affiche : Duccio Marvasi (France, Belgique)

## Distribution
- Luciano De Ambrosis : Pricò
- Isa Pola : Nina, la mère
- Emilio Cigoli : Andrea, le père
- Adriano Rimoldi : l'amant de la mère
- Giovanna Cigoli : Agnese
- Mario Gallina
- Ernesto Calindri
- Marcello Mastroianni

## Commentaires
- Les enfants nous regardent apparaît, selon les spécialistes du cinéma italien, comme l'un des films précurseurs du néo-réalisme. C'est, en tout cas, le premier film dramatique de Vittorio De Sica, le premier d'une longue et fidèle collaboration avec le scénariste Cesare Zavattini et le premier où il ne figure pas en tant qu'acteur. Le film traite, avec une volonté d'authenticité, d'un drame humain : celui d' « un couple qui se défait sous le regard d'un garçon de sept ans qui souffre et sera finalement la principale victime de la séparation. »[1]
- Dans le contexte d'un environnement social asphyxié, l'œuvre transgresse, en toute simplicité, quelques tabous propres au cinéma de l'ère mussolinienne : évocation de l'enfance malheureuse, d'un adultère féminin et, pour finir, d'un suicide.
- « L'art de de Sica et Zavattini est aussi de montrer le poids de l'idéologie dominante qui trouve ses plus zélés défenseurs dans la majorité silencieuse. Dans l'immeuble où habite le couple, les voisins épient et se tiennent prêts aux commérages - on peut penser à Une journée particulière d'Ettore Scola », fait remarquer Jean A. Gili[2].
- Ainsi, à travers une telle description, I bambini ci guardano dénonce l'ordre moral ambiant, ce qui témoigne d'un courage exceptionnel à cette époque. « Dans l'atmosphère pesante du fascisme finissant, c'est précisément contre la répression sexuelle que se sont manifestés les premiers films (Les Amants diaboliques de Luchino Visconti, Quatre Pas dans les nuages (Quattro passi tra le nuvole) d'Alessandro Blasetti) qui annoncent la venue du néo-réalisme », note encore Jean A. Gili[3].
- Le film ne s'affranchit pas, cependant, entièrement de l'esprit d'une époque : en maints endroits, un certain type de morale y est sauvegardé. Jacques Lourcelles souligne, pour sa part : « On n'en finirait pas de démêler dans ce film - transition exemplaire entre deux moments du cinéma italien - l'écheveau des éléments qui appartiennent au passé et de ceux qui sont indubitablement tournés vers le futur. »[4]